# 巴基斯坦交通

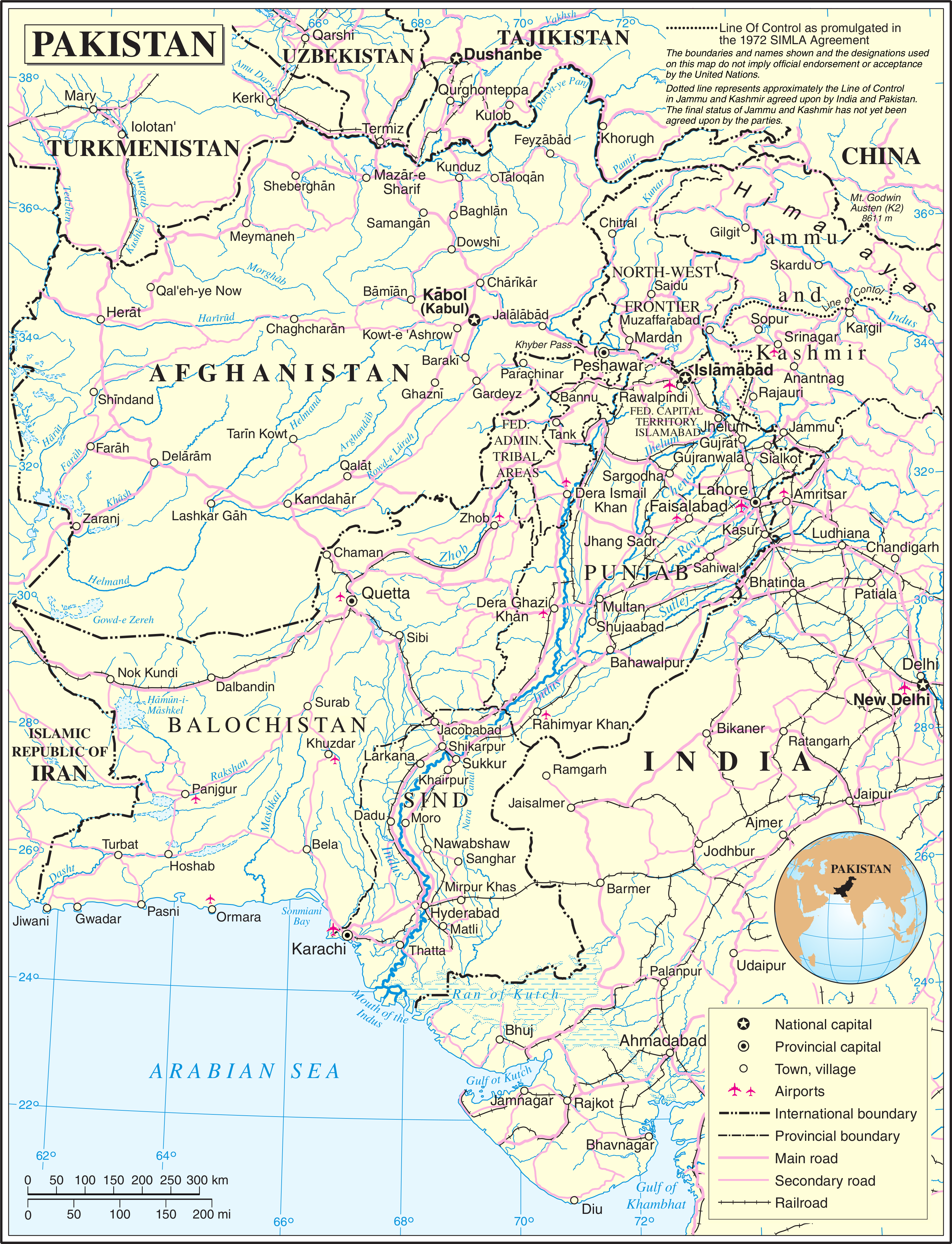
巴基斯坦运输网

巴基斯坦交通服务巴基斯坦全國約1.91亿余人，是广泛且多样化的交通体系。近些年，新的巴基斯坦国家高速公路建成，改善了国内的贸易和物流。巴基斯坦铁路公司拥有的巴基斯坦铁路网近年来也在不断扩张。机场和海港也随着国内外资金的补充逐步建设中。

## 公路
巴基斯坦的高速公路于20世纪90年代初开始建设，为建立为世界一流的公路网，并减少全国各地使用频繁的国家高速公路负荷。其全长263,775千米。国家高速公路则是收费性公路网络，由交通部下属的国家公路管理局拥有、维护并运营。自由克什米爾、俾路支斯坦、吉尔吉特-巴尔蒂斯坦、开伯尔-普赫图赫瓦省、旁遮普地区和信德省等地设有省道。
在城市内，公共汽车在大量游客的市际运输中发挥着重要作用。近期，大型CNG公交车被运往城市的街道，主要是卡拉奇和拉合爾，以及最近的伊斯兰堡，以缓解小车带来的交通问题。私人运行的黄色和白色小车在巴基斯坦的各个城市都有运营服务，以较低的成本运输从城市的一个地方到另一个地方的乘客。然而，从2000年以来，政府采取了一项全面举措，使现有公交车队现代化。公私合营的企业将在全国范围内逐步引进八千辆CNG公交车，并在卡拉奇推出八百辆公交车。该项目能够确保达到高标准的清洁性与效率。
目前，一些城市也运营着快速公交：
| 城市       | BRT系统                       | 开始运营的时间 | 状态   | 车站数量 | 线网长度（km） |
| ---------- | ----------------------------- | -------------- | ------ | -------- | -------------- |
| 拉合爾     | TransLahore                   | 1980           | 建成   | 112      | 160            |
| 拉合爾     | Lahore Metrobus               | 2013           | 建成   | 27       | 27             |
| 伊斯兰堡   | Rawalpindi-Islamabad Metrobus | 2015           | 建成   | 24       | 22.5           |
| 拉瓦尔品第 | Rawalpindi-Islamabad Metrobus | 2015           | 建成   | 24       | 22.5           |
| 木爾坦     | Multan Metrobus               | 2017           | 建成   | 18       | 18.2           |
| 卡拉奇     | Karachi Metrobus              | 2018           | 建设中 | 90       | 109            |
| 费萨拉巴德 | Faisalabad Metrobus           | 2018           | 规划   | 28       | 30             |
| 白沙瓦     | Peshawar Metrobus             | 2019           | 建设中 | 18       | 26             |

## 铁路
巴基斯坦的铁路服务由国营的巴基斯坦铁路公司在铁道部的监督下提供，铁路运输是巴基斯坦的一种重要的交通方式，满足了人与物的大规模运输，巴基斯坦国内的铁路网长达8,163公里（1,676毫米铁轨），含293公里的电气化轨道。
拉合尔地铁是巴基斯坦的第一条地铁，由中国援建，共24公里，28个车站。

## 其它交通方式
航空和水运也是巴基斯坦的重要交通方式，巴基斯坦现有151个机场，其中主要的有以下几个：
- 真纳国际机场 (卡拉奇)
- 阿拉马·伊克巴勒国际机场 (拉合爾)
- 新伊斯蘭瑪巴德國際機場 (伊斯兰堡)
- 巴查·汗国际机场 (白沙瓦)
- 奎达国际机场 (奎達)
- 费萨拉巴德国际机场（英语：Faisalabad International Airport） (费萨拉巴德)
- 木尔坦国际机场 (木爾坦)
- 錫亞爾科特國際機場 (锡亚尔科特)
- 德拉加齊汗國際機場（英语：Dera Ghazi Khan International Airport） (德拉加齊汗)
- 瓜达尔国际机场 (瓜达尔)
- 谢赫扎耶德国际机场 (拉希姆亞爾汗)

巴基斯坦的主要港口有伯斯尼港、瓜达尔港、卡拉奇港和卡西姆港等。